# Erdholländer Altfunnixsiel
Erdholländer Altfunnixsiel is een windmolen in het dorpje Altfunnixsiel (nabij Funnix), onderdeel van de Duitse gemeente Wittmund. De molen ligt aan de Harle. De grondzeiler dateert van 1802. Tegenwoordig is de molen te huur als vakantiewoning.